# Scripps Ranch (San Diego)

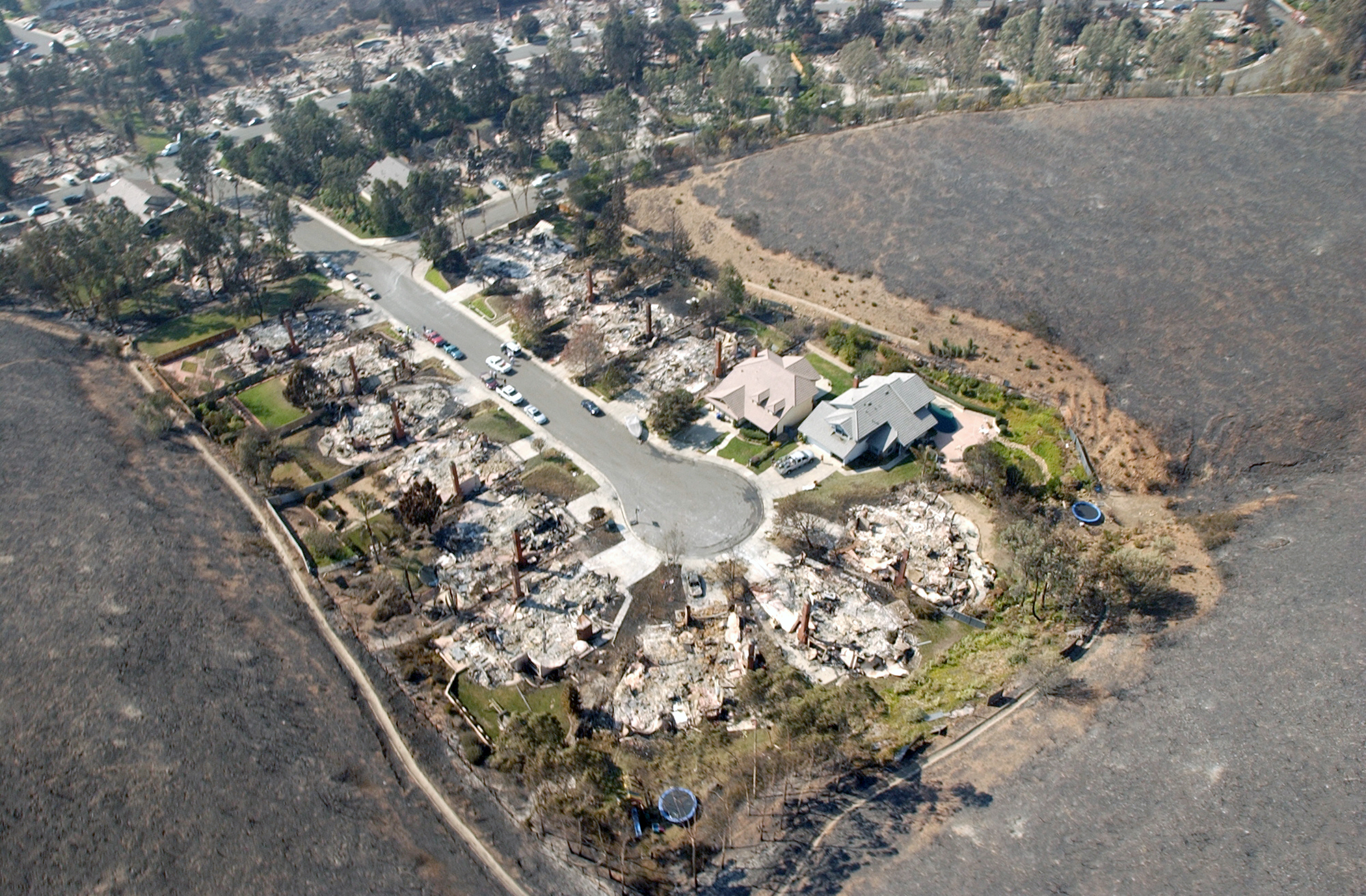
Vista aérea de Scripps Ranch

Scripps Ranch es una comunidad de clase alta en el nordeste de San Diego, California. El código postal de Scripps Ranch es 92131.

## Historia
Scripps Ranch fue originalmente un rancho de 400 acres (1.6 km²) propiedad del periódico E.W. Scripps.
En octubre de 2003, una sección del sur de Scripps Ranch fue devastada por el Incendio Cedar, que destruyó 300 casas.
Business Week publicó un artículo de una noticia el 4 de septiembre de 2008 indicando que el "tercer código postal más vendido era el del barrio de Scripps Ranch de San Diego, un lujoso barrio donde las casas típicamente duraban en el mercado 70 días, un espacio que hubiera sido impensable durante el auge inmobiliario."

## Geografía
Scripps Ranch es una comunidad costera dentro de la ciudad de San Diego. Está localizada al este de la Interestatal 15, al norte de Marine Corps Air Station Miramar, y al sur de Poway. El Lago Miramar es la reserva localizada dentro del barrio de Scripps Ranch y los residentes van ahí para pescar. Una característica única de Scripps Ranch es su paisaje que incluye una gran cantidad de árboles de eucaliptos que pueden ser encontrados especialmente a lo largo de Pomerado Road.

## Demografía
Según las estimaciones de 2006 del Asesor del Condado de San Diego, habían 32,476 personas residiendo en el barrio, un incremento del 15.9% desde el 2000. La demografía del barrio fue de 71% blanco, 15% asiático & isleños del pacífico, 7.8% hispanos, 3.7% de otras razas, 2.4% afroamericanos, y el 0.01% amerindios.

## Empresas
- Hitachi
- LG Electronic Mobile Comm USA
- Lockheed Martin (futuro sitio)
- MedImpact Healthcare Systems
- Nokia

## Educación

### Escuelas primarias
- Dingeman, EB Scripps, Jerabek y Miramar Ranch (Distrito Escolar Unificado de San Diego)

### Escuelas junior
- Thurgood Marshall (Distrito Escolar Unificado de San Diego)

### Escuelas secundarias
- Scripps Ranch High School (Distrito Escolar Unificado de San Diego)

America's Top Public High Schools, Newsweek, Ranking 365 for 2008

### Colegios y universidades
- Alliant International University

## Residentes famosos
- LaDainian Tomlinson ( corredor all-Pro de los Cargadores de San Diego)
- Shawne Merriman ( apoyador all-pro de los Cargadores de San Diego)
- Stephen Cooper (apoyador de los Cargadores de San Diego)
- Jacques Cesaire (ala defensivo de los Cargadores de San Diego)
- Ben Leber (Apoyador de los Vikingos de Minesota)
- Kellen Winslow (Salón de la Fama ala cerrada, Cargadores de San Diego)
- Kellen Winslow Jr. (Ala cerrada all-pro, Cleveland Browns)
- Gary Plummer (ex apoyador de la NFL)
- Jerry Mitchell (Fundador del Fire Safe Council Scripps Ranch)
- Adam Brody (Actor, ex residente)
- Samuel H. Scripps (Filántropo de Teatro y Danza, Ex Residente)
- Kenton Walker (Creighton University, ex residente)
- Terry Crews (Actor, ex residente)
- Brandon Call, (Actor, ex residente)
- Kenneth Cox (Cox Communications)
- Elizabeth Therese Carey (autora y poeta)

- Datos: Q3306323
- Multimedia: Scripps Ranch, San Diego / Q3306323